# プロミセス・プロミセス
『プロミセス・プロミセス』（原題:Promises, Promises）は、映画『アパートの鍵貸します』を原作とするミュージカル。作曲はバート・バカラック、作詞はハル・デヴィッド、脚本はニール・サイモンが担当。1968年にブロードウェイで初演され、1972年までに1281回のロングランを続ける。

## 主な登場人物
- チャック・バクスター (Chuck Baxter, バリトン)
- フラン・クーベリック (Fran Kubelik、ソプラノ／ベルト)
- J.D シェルドレーク (J.D. Sheldrake、バリトン)
- ドレイファス博士 (Dr. Dreyfuss、テノール)
- マージ・マクドゥーガル (Marge MacDougall、メゾソプラノ)

## 曲目
| 第1幕 - 序曲 (Overture) — オーケストラ - 半人前の僕 (Half as Big as Life) — チャック - グレイプス・オブ・ロス (Grapes of Roth) — オーケストラ - 二階の僕の部屋 (Upstairs) — チャック - 誰かいるさ (You'll Think of Someone) — チャック、フラン - 二人の小さな秘密 (Our Little Secret) — チャック、シェルドレーク - 小さな願い (I Say A Little Prayer)— フラン - バスケットボールがお好き (She Likes Basketball) — チャック - もうさよならの時 (Knowing When to Leave)— フラン - どこに彼女を連れて行く？ (Where Can You Take a Girl?) - 欠けているもの (Wanting Things) — シェルドレーク - ターキー・ラーキー・タイム (Turkey Lurkey Time) - ア・ハウス・イズ・ノット・ア・ホーム (A House Is Not a Home)— フラン | 第2幕 - 事実は美しいはずなのに (A Fact Can Be a Beautiful Thing) — マージ、チャック - あなたはあなた (Whoever You Are, I Love You)— フラン - クリスマス・デイ (Christmas Day) — オーケストラ - ア・ハウス・イズ・ノット・ア・ホーム (A House Is Not A Home (reprise)) — チャック - 若くてかわいい女の子 (A Young Pretty Girl Like You)— ドレイファス博士、チャック - もう恋なんてしない(I'll Never Fall in Love Again)— チャック、フラン - プロミセス・プロミセス (Promises, Promises) — チャック - もう恋なんてしない (I'll Never Fall In Love Again (reprise)) — チャック、フラン |

## 受賞

### ブロードウェイ初演
| 年   | 賞                   | カテゴリー             | 候補者                  | 結果       |
| ---- | -------------------- | ---------------------- | ----------------------- | ---------- |
| 1969 | トニー賞             | ミュージカル作品賞     | ミュージカル作品賞      | ノミネート |
| 1969 | トニー賞             | ミュージカル主演男優賞 | ジェリー・オーバック    | 受賞       |
| 1969 | トニー賞             | ミュージカル主演女優賞 | ジル・オハラ            | ノミネート |
| 1969 | トニー賞             | ミュージカル助演男優賞 | ラリー・ヘインズ        | ノミネート |
| 1969 | トニー賞             | ミュージカル助演男優賞 | エドワード・ ウィンター | ノミネート |
| 1969 | トニー賞             | ミュージカル助演女優賞 | マリアン・マーサー      | 受賞       |
| 1969 | トニー賞             | ミュージカル演出賞     | ロバート・ムーア        | ノミネート |
| 1969 | トニー賞             | 振付賞                 | マイケル・ベネット      | ノミネート |
| 1969 | ドラマ・デスク賞     | 音楽賞                 | バート・バカラック      | 受賞       |
| 1969 | ドラマ・デスク賞     | 女優賞                 | マリアン・マーサー      | ノミネート |
| 1969 | ドラマ・デスク賞     | 男優賞                 | ジェリー・オーバック    | 受賞       |
| 1969 | シアター・ワールド賞 | シアター・ワールド賞   | ジル・オハラ            | 受賞       |
| 1969 | シアター・ワールド賞 | シアター・ワールド賞   | マリアン・マーサー      | 受賞       |
| 1969 | グラミー賞           | ミュージカル部門作曲賞 | バート・バカラック      | 受賞       |

### 2010 ブロードウェイ再演
| 年   | 賞                   | カテゴリー             | 候補者                 | 結果       |
| ---- | -------------------- | ---------------------- | ---------------------- | ---------- |
| 2010 | トニー賞             | ミュージカル主演男優賞 | ショーン・ヘイズ       | ノミネート |
| 2010 | トニー賞             | ミュージカル助演女優賞 | ケイティ・フィネラン   | 受賞       |
| 2010 | トニー賞             | 振付賞                 | ロブ・アシュフォード   | ノミネート |
| 2010 | トニー賞             | オーケストラ賞         | ジョナサン・タニック   | ノミネート |
| 2010 | ドラマ・デスク賞     | 再演作品賞             | 再演作品賞             | ノミネート |
| 2010 | ドラマ・デスク賞     | ミュージカル助演女優賞 | ケイティ・フィネラン   | 受賞       |
| 2010 | ドラマ・デスク賞     | 音響賞                 | ブライアン・ローナン   | ノミネート |
| 2010 | 外国批評家サークル賞 | 再演ミュージカル作品賞 | 再演ミュージカル作品賞 | ノミネート |
| 2010 | 外国批評家サークル賞 | ミュージカル主演男優賞 | ショーン・ヘイズ       | ノミネート |
| 2010 | 外国批評家サークル賞 | ミュージカル助演男優賞 | ディック・ラテッサ     | ノミネート |
| 2010 | 外国批評家サークル賞 | ミュージカル助演女優賞 | ケイティ・フィネラン   | 受賞       |
| 2010 | 外国批評家サークル賞 | 振付賞                 | ロブ・アシュフォード   | ノミネート |
| 2011 | グラミー賞           | キャストアルバム賞     | キャストアルバム賞     | ノミネート |